# Łobwa
Łobwa (ros. Лобва) – osiedle w Rosji, w obwodzie swierdłowskim, w rejonie nowolalińskim. W 2010 liczyło 8372 mieszkańców.